# Маэда, Ацуко

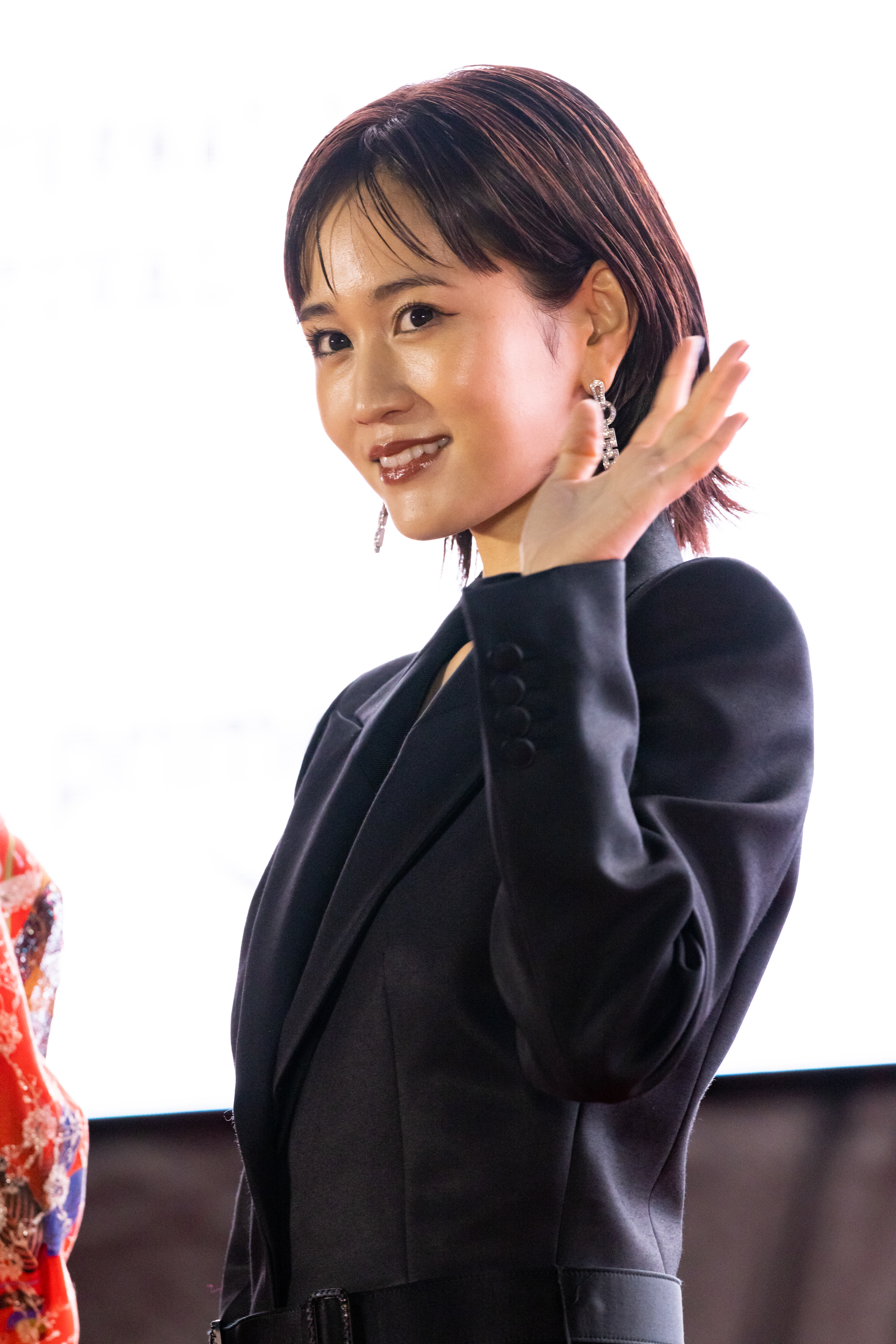

Ацуко Маэда (яп. 前田敦子 Маэда Ацуко, род. 10 июля 1991, Итикава) — японский идол, певица и актриса, бывшая участница японской поп-группы AKB48, в которой входила в состав команды А с момента основания группы и до своего ухода 27 августа 2012 года. В то время она была одной из самых известных участниц группы, считавшейся «вечным центром» и «лицом AKB». После выхода из AKB48 27 августа 2012 года Маэда продолжила сольную и актёрскую карьеру.

## Карьера

### AKB48

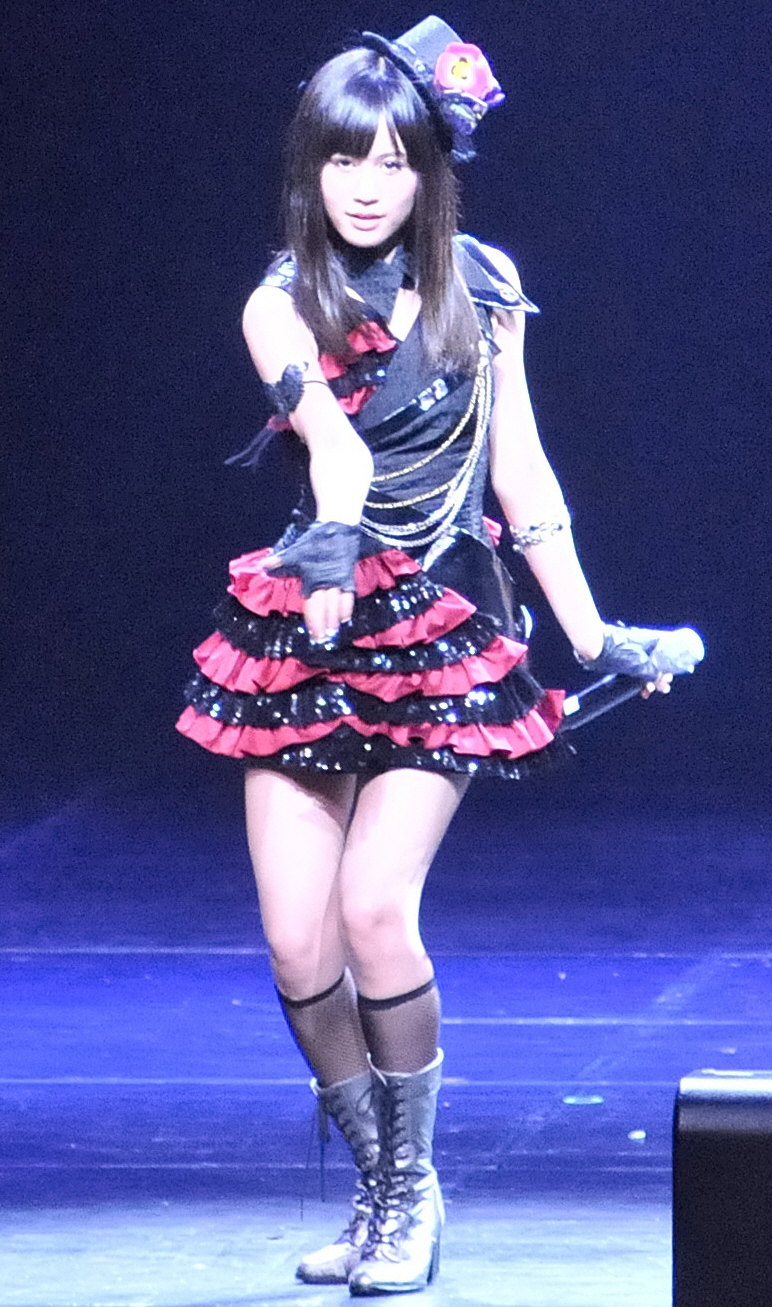
Маэда в 2011 году

Ацуко Маэда родилась 10 июля 1991 года в Итикава (префектура Тиба). В 14 лет она стала участницей первой группы AKB48, Team A, которая состояла из 24 девушек и дебютировала 8 декабря 2005 года.
В 2009 году Маэда выиграла первые ежегодные всеобщие выборы AKB48 по популярности. В результате она стала главной исполнительницей 13-го сингла группы «Iiwake Maybe». В следующем году она заняла второе место в выборах, но все ещё занимала значительную позицию в хореографии в составе «Heavy Rotation». Позже в том же году AKB48 провели турнир «камень, ножницы, бумага», чтобы определить первое место 19-го мейджор-сингла AKB48 «Chance no Junban». Маэда заняла 15-е место, что обеспечило ей место в титульном треке. Маэда также выиграл третьи всеобщие выборы группы, состоявшиеся в 2011 году.
Ацуко была одной из участниц, которые участвовали в каждом заглавном треке AKB48 с момента основания группы. Её серия выступлений в команде А закончилась в 2011 году, когда она проиграла капитану команды K Саяке Акимото на турнире «камень, ножницы, бумага», который определил участниц для 24-го сингла группы «Ue kara Mariko».
В январе 2009 года вошла в состав новой группы AKB Idoling!!!, явившейся результатом сотрудничества между группами AKB48 и Idoling!!!.
В мае—июне 2010 года неожиданно заняла только 2 место в отборе для участия в 17-м сингле AKB48, проиграв Юко Осиме.
25 марта 2012 года во время концерта AKB48 в Сайтама Супер Арена Маэда объявила, что покидает группу.
Это вызвало большой резонанс в японских новостях и породило слух (который позже оказался ложным) о том, что студент Токийского университета покончил жизнь самоубийством из-за этого объявления.
AKB48 позже объявили, что Маэда уедет после концертов в Tokyo Dome; На её последнее выступление было подано 229 096 запросов на билеты. Её прощальное выступление и церемония состоялись 27 августа в театре AKB48 и транслировались в прямом эфире на YouTube.

### Сольная карьера
23 апреля 2011 года Маэда объявила, что начинает сольную карьеру своим дебютным синглом «Flower», выпущенным 22 июня того же года. Сингл имел коммерческий успех в Японии, дебютировав под номером 1 в чарте Oricon с продажами 176 967 копий за первую неделю.
Следующий сингл «Kimi wa Boku Da», выпущенный в июне 2012 года, стал последним сольным синглом Маэды, когда она все ещё была участницей AKB48. Сингл дебютировал на 2 строчке в чартах Oricon и достиг первого места в Billboard Japan Hot 100.
15 июня 2013 года на мероприятии по рукопожатию с AKB48, которое состоялось в Makuhari Messe, AKB48 объявил, что 31 июля Маэда появится в качестве специального гостя в серии летних концертов группы в Sapporo Dome.
Там она исполнила свой третий сингл «Time Machine Nante Iranai», который позже был выпущен 18 сентября.
Она исполнила песню для фильма «Ямада-кун и семь ведьм».
Сингл «Time Machine Nante Iranai» занял первое место в чарте Oricon Daily и второе место в недельном чарте Oricon. В чарте Billboard Japan Hot 100 он дебютировал на 1 строчке и оставался там только до 30 сентября.
4-й сингл Ацуко Маэды «Seven Code» был выпущен 5 марта 2014 года. Он был использован в качестве музыкальной темы фильма «Седьмой код», в котором сыграла сама Ацуко. Он дебютировал на 4 месте в чартах Oricon и на 3 месте в Billboard Japan Hot 100.
12 декабря 2015 года было объявлено, что первый альбом Маэды выйдет позже в следующем году. В конечном итоге альбом должен был быть выпущен 22 июня 2016 года.

### Актёрская карьера
В 2007 году Маэда сыграла второстепенную роль в фильме «Ashita no Watashi no Tsukurikata», который стал её дебютом в качестве актрисы.
Она снялась в фильме 2011 года «Мосидора».
Ацуко Маэда получила главную роль в фильме «Мосидора», хотя прообразом главной героини Минами Кавасимы является Минами Минэгиси, её подруга по группе AKB48. Ацуко была выбрана как имеющая больше актёрского опыта, Минами же сыграла в фильме роль второго плана.
Ацуко Маэда появилась в фильме Нобухиро Ямасита 2012 года «Kueki Ressha», а также снялась в фильме ужасов Хидео Накаты «Комплекс» 2013 года. Было объявлено, что она сыграет одну из главных ролей с Тони Люн Чу ваем в фильме Киёси Куросавы «1905».
В 2013 году Маэда снялась в серии 30-секундных ID-видео радиостанции Music On! Сериал, на котором она сыграла Тамако, выпускницу токийского университета, которая не находит работы и живёт дома, где только ест и спит на протяжении четырёх сезонов. Этот сериал стал особенным для телесериала и превратился в полноценный фильм «Тамако в моратории».
Маэда снялась в фильме «Седьмой код», в котором сыграла японскую женщину в России, пытающуюся разыскать парня, с которым ранее встречалась. Фильм был показан на Римском кинофестивале в ноябре 2013 года и был выпущен в кинотеатрах в январе 2014 года. 5 марта она выпустила одноимённый сингл.
В мае 2015 года было объявлено, что Маэда была выбрана на роль Киоко Ёсидзавы, главной героини аниме и манги Dokonjou Gaeru, в версии сюжета с живым действием, которая будет показана на Nippon.
В 2016 году она сыграла главную роль в дораме «Busujima Yuriko no Sekirara Nikki» на канале TBS. Первый выпуск вышел в эфир 20 апреля 2016 года.
В 2019 году она снялась в главной роли в фильме Киёси Куросавы «Конец путешествия, начало мира», сыграв Йоко, телеведущую и будущую певицу, которая отправляется в Узбекистан с небольшой командой для съёмок документального фильма о путешествиях. В фильме она дважды поёт классический гимн Эдит Пиаф «Hymne à l'amour» (на японском языке), в том числе в финальной сцене.

## Личная жизнь
Маэда замужем за актёром Рё Кацудзи. Они зарегистрировали свой брак 30 июля 2018 года. Она родила первого ребёнка (сына) 4 марта 2019 года.

## Дискография

### Синглы

#### Соло
| Название                         | Релиз            | Позиция | Позиция                 | Позиция             | Позиция   | Продажи (Oricon) | Продажи (Oricon) |
| Название                         | Релиз            | Oricon  | Billboard Japan Hot 100 | Digital Track Chart | TWN Комбо | Первая неделя    | Всего            |
| -------------------------------- | ---------------- | ------- | ----------------------- | ------------------- | --------- | ---------------- | ---------------- |
| «Flower»                         | 22 июня 2011     | 1       | 1                       | 5                   | —         | 176,967          | 213,787          |
| «Kimi wa Boku Da» (яп. 君は僕だ) | 20 июня 2012     | 2       | 1                       | 4                   | —         | 136,212          | 170,944          |
| «Time Machine Nante Iranai»      | 18 сентября 2013 | 2       | 1                       |                     | 15        | 60,687           | 79,081           |
| «Seventh Chord»                  | 5 марта 2014     | 4       | 3                       |                     | —         | 42,784           | 53,286           |

AKB48
1. Sakura no Hanabiratachi (яп. 桜の花びらたち)
2. Skirt, Hirari (яп. スカート、ひらり)

1. Aitakatta (яп. 会いたかった)
2. Seifuku ga Jama wo Suru (яп. 制服が邪魔をする)
3. Keibetsu Shiteita Aijou (яп. 軽蔑していた愛情)
4. BINGO!
5. Boku no Taiyou (яп. 僕の太陽)
6. Yuuhi wo Miteiru ka? (яп. 夕陽を見ているか？)
7. Romance, Irane (яп. ロマンス、イラネ)
8. Sakura no Hanabiratachi 2008 (яп. 桜の花びらたち2008)
9. Baby! Baby! Baby!
10. Oogoe Diamond (яп. 大声ダイヤモンド)
11. 10nen Zakura (яп. 10年桜)
12. Namida Surprise! (яп. 涙サプライズ！)
13. Iiwake Maybe (яп. 言い訳Maybe)
14. RIVER
15. Sakura no Shiori (яп. 桜の栞)
16. Ponytail to Shushu (яп. ポニーテールとシュシュ)
17. Heavy Rotation (яп. ヘビーローテーション)
18. Beginner
  - Kimi ni Tsuite (яп. 君について) — MINT
19. Chance no Junban (яп. チャンスの順番)
  - Yoyaku shita Christmas (яп. 予約したクリスマス)
  - Kurumi to Dialogue (яп. 胡桃とダイアローグ) — Team A
20. Sakura no Ki ni Narou (яп. 桜の木になろう)
  - Kisu made 100 Mairu (яп. キスまで100マイル) — MINT

## Фильмография
| Год  |   | Русское название          | Оригинальное название | Роль                                              |
| ---- | - | ------------------------- | --- | ------------------------------------------------- |
| 2007 | ф | Суицидальная песня        | Densen Uta (яп. 伝染歌 Дэнсэн ута) | Кана (яп. )                                       |
| 2010 | с |                           | Majisuka Gakuen (яп. マジすか学園) | Ацуко Маэда                                       |
| 2011 | ф |                           | Мосидора (яп. もし高校野球の女子マネージャーがドラッカーの『マネジメント』を読んだら Моси ко:ко: якю: но дзёси манэ:дзя: га Доракка: но «Манэдзимэнто» о ёндара», Что если бы девочка-менеджер школьной бейсбольной команды прочла «Менеджмент» Друкера?) | Минами Кавасима (яп. 川島 みなみ Кавасима Минами) |
| 2013 | ф | Седьмой код               | Seventh Code | Акико                                             |
| 2023 | с | Уцубора: История писателя | Utsubora: The Story of a Novelist (яп. ウツボラ) | Аки/Сакура                                        |